# It Won't Always Be Like This
It Won't Always Be Like This es el primer álbum de estudio hecho por la banda irlandesa Inhaler, publicado el 9 de julio de 2021, previamente Inhaler había debutado en 2019 de la mano de Polydor Records.

## Antecedentes y desarrollo
La banda previamente había dado indicios de su álbum debut en entrevistas, donde declaraban que se encontraban trabajando en su primer álbum. Después de tiempo la banda pondría como fecha tentativa al álbum a mediados de 2020, pero por la pandemia del Covid-19 tuvo que aplazarse, finalmente el primer sencillo del álbum "Cheer Up Baby" fue lanzado el 17 de marzo de 2021, ese mismo día se reveló el título del álbum, el tracklist y el cover art, marcando así el inicio de la promoción del disco.

## Promoción

### Sencillos
En a finales de febrero de 2021, específicamente el día 26, la banda irlandesa publicó en su cuenta de Instagram una fotografía acompañada del texto "Oh how to cure these February blues" haciendo alusión a la letra de una canción sin publicar titulada Cheer Up Baby que únicamente se conocía por ser tocada durante los conciertos de dicha banda, ésta publicación desató rumores del posible estreno oficial de la canción que sería parte de su álbum debut. 
El día 1 de marzo de ese mismo año se abriría una cuenta regresiva en la página oficial de la banda, que marcaba el día 17 como el estreno de algún contenido. 
El 10 de marzo se revelaría finalmente que la cuenta regresiva efectivamente se trataba de la versión de estudio de Cheer Up Baby, ese mismo día ya se podía pre-guardar para su lanzamiento. 
Para promocionar el primer sencillo se anunció que sería reproducido por primera vez en el Hottest Record In The World de BBC Radio 1, además de una presentación en vivo en el The Late Late Show con James Corden. 
Finalmente el día 17 de marzo el sencillo fue lanzado en todas las plataformas digitales acompañado con un vídeo musical. Ese mismo día se anunció que Cheer Up Baby era el primer sencillo de su álbum debut, además del título se reveló también el cover art, un tour en Irlanda y Reino Unido para promocionar el álbum y la fecha de lanzamiento del álbum siendo el 16 de julio el día de lanzamiento. 
Tras varias semanas de inactividad por parte de la banda el 6 de mayo se anunció de forma sorpresa que el segundo sencillo del álbum, Who's Your Money On? (Plastic House) se estrenaría a medianoche, para el día 7 de marzo la canción ya estaba disponible en todas las plataformas digitales. 
El día 13 de mayo se anunció que el álbum sería adelantado una semana antes, ahora se estrenaría el 9 de julio. 
El día 7 de junio la banda revelaría que algo sería lanzado esa semana, al día siguiente se revelaría que se trataba de su siguiente sencillo "It Won't Always Be Like This" que se trataba de una regrabación de una canción con el mismo nombre que fue lanzada en 2019, además, al igual que Cheer Up Baby, se anunciaría que la canción sería reproducida por primera vez en el Hottest Record In The World de BBC Radio 1 al día siguiente, finalmente el día 9 de junio se lanzaría It Won't Always Be Like This en todas las plataformas digitales acompañada de un vídeo musical. 
El día 30 de junio sería lanzado el último sencillo del álbum previo al lanzamiento del álbum, éste se trataría de "Totally".

### Gira musical y espectáculos
Para promocionar el disco Inhaler se embarcará en un tour de Reino Unido e Irlanda, Europa y Norteamérica.
El tour comenzaría en Reino Unido e Irlanda en septiembre de 2021. Tras ello se trasladarán a Norteamérica donde el tour comenzaría en marzo de 2022. Finalmente Inhaler se trasladará a Europa donde comenzaría el tour en abril de 2022, que culminaría el 13 de ese mes con un concierto en la ciudad de Madrid, España.
Además, Inhaler se presentó en vivo en 2 shows para promocionar su álbum debut, el primero en el Late Late Show con James Corden el mismo día del lanzamiento de su sencillo Cheer Up Baby. El segundo por su parte fue en el MTV Rocks Chart con Jack Saunders el 28 de marzo, igualmente para promocionar su sencillo Cheer Up Baby.
A continuación se presenta una tabla con todas las presentaciones de la banda durante la era del álbum.
| Año  | Evento                              | Canciones interpretadas |
| ---- | ----------------------------------- | ----------------------- |
| 2021 | The Late Late Show con James Corden | «Cheer Up Baby»         |
| 2021 | MTV Rocks Chart con Jack Saunders   | «Cheer Up Baby»         |

### Live From Somewhere
Para promocionar el álbum Inhaler realizó una transmisión en vivo en YouTube titulada "Live From Somewhere" realizando una presentación en vivo de todo el álbum, el concierto fue re-transmitido una vez más, algunos performances de las canciones se encuentran disponibles en el canal oficial de YouTube de Inhaler.

## Recepción
El álbum recibió con críticas generalmente positivas, Ciaran Brennan de Hot Press menciona: "En muchos sentidos, este disco no se siente como un debut: hay una impresión de autoridad, una sensación de que una joven banda de Dublín que comenzó como niños ahora ha alcanzado la primera meseta de madurez". A su vez Aaron Kavanagh de XS Noize destaca la experimentación de géneros por parte de la banda y menciona que todas las canciones tienen potencial a ser grandes éxitos en la radio a excepción de Strange Time To Be Alive, además comenta que el álbum funciona como una manera de dar color y vitalidad al indie rock que puede que haya perdido interés.

### Recepción Comercial
El álbum debutó en el n.º 1 de los Official Charts de Reino Unido, convirtiéndose en el primer álbum de una banda irlandesa en llegar al número uno en más de 10 años.

## Reediciones
El 14 de julio de 2021 fue lanzada una versión de lujo del álbum que cuenta con las versiones en vivo de todas las canciones de la versión estándar del álbum, dichas versiones fueron tocadas en la sesión "Live From Somewhere", un concierto virtual transmitido en su canal oficial de YouTube. Después de varias semanas esta edición fue eliminada de todas las plataformas digitales.

## Lista de canciones
| It Won't Always Be Like This |                                        |                                                                      |               |          |  |
| N.º                          | Título                                 | Escritor(es)                                                         | Productor(es) | Duración |  |
| 1.                           | «It Won't Always Be Like This»         | Elijah Hewson Josh Jenkinson Robert Keating Ryan McMahon             | Antony Genn   | 4:04     |  |
| 2.                           | «My Honest Face»                       | Elijah Hewson Josh Jenkinson Robert Keating Ryan McMahon             | Antony Genn   | 4:32     |  |
| 3.                           | «Slide Out The Window»                 | Elijah Hewson Josh Jenkinson Robert Keating Ryan McMahon             | Antony Genn   | 4:35     |  |
| 4.                           | «Cheer Up Baby»                        | Elijah Hewson Josh Jenkinson Robert Keating Ryan McMahon             | Antony Genn   | 3:45     |  |
| 5.                           | «A Night On The Floor»                 | Elijah Hewson Josh Jenkinson Robert Keating Ryan McMahon             | Antony Genn   | 4:02     |  |
| 6.                           | «My King Will Be Kind»                 | Elijah Hewson Josh Jenkinson Robert Keating Ryan McMahon             | Antony Genn   | 4:52     |  |
| 7.                           | «When It Breaks»                       | Antony Genn Elijah Hewson Josh Jenkinson Robert Keating Ryan McMahon | Antony Genn   | 3:46     |  |
| 8.                           | «Who's Your Money On? (Plastic House)» | Antony Genn Elijah Hewson Josh Jenkinson Robert Keating Ryan McMahon | Antony Genn   | 6:22     |  |
| 9.                           | «Totally»                              | Antony Genn Elijah Hewson Josh Jenkinson Robert Keating Ryan McMahon | Antony Genn   | 3:56     |  |
| 10.                          | «Strange Time To Be Alive»             | Elijah Hewson Josh Jenkinson Robert Keating Ryan McMahon             | Antony Genn   | 1:04     |  |
| 11.                          | «In My Sleep»                          | Elijah Hewson Josh Jenkinson Robert Keating Ryan McMahon             | Antony Genn   | 4:11     |  |
| 45:00                        |                                        |                                                                      |               |          |  |

| It Won't Always Be Like This (Deluxe) |                                                              |                                                                      |               |          |  |
| N.º                                   | Título                                                       | Escritor(es)                                                         | Productor(es) | Duración |  |
| 12.                                   | «It Won't Always Be Like This (Live From Somewhere)»         |                                                                      |               | 4:14     |  |
| 13.                                   | «My Honest Face (Live From Somewhere)»                       |                                                                      |               | 4:38     |  |
| 14.                                   | «Slide Out The Window (Live From Somewhere)»                 |                                                                      |               | 4:44     |  |
| 15.                                   | «Cheer Up Baby (Live From Somewhere)»                        | Elijah Hewson Josh Jenkinson Robert Keating Ryan McMahon             | Antony Genn   | 4:03     |  |
| 16.                                   | «A Night On The Floor (Live From Somewhere)»                 | Elijah Hewson Josh Jenkinson Robert Keating Ryan McMahon             | Antony Genn   | 4:02     |  |
| 17.                                   | «My King Will Be Kind (Live From Somewhere)»                 | Elijah Hewson Josh Jenkinson Robert Keating Ryan McMahon             | Antony Genn   | 4:52     |  |
| 18.                                   | «When It Breaks (Live From Somewhere)»                       | Antony Genn Elijah Hewson Josh Jenkinson Robert Keating Ryan McMahon | Antony Genn   | 3:46     |  |
| 19.                                   | «Who's Your Money On? (Plastic House) [Live From Somewhere]» | Antony Genn Elijah Hewson Josh Jenkinson Robert Keating Ryan McMahon | Antony Genn   | 6:22     |  |
| 20.                                   | «Totally (Live From Somewhere)»                              | Antony Genn Elijah Hewson Josh Jenkinson Robert Keating Ryan McMahon | Antony Genn   | 3:56     |  |
| 21.                                   | «Strange Time To Be Alive (Live From Somewhere)»             | Elijah Hewson Josh Jenkinson Robert Keating Ryan McMahon             | Antony Genn   | 1:04     |  |
| 22.                                   | «In My Sleep (Live From Somewhere)»                          | Elijah Hewson Josh Jenkinson Robert Keating Ryan McMahon             | Antony Genn   | 4:11     |  |
| 93:33                                 |                                                              |                                                                      |               |          |  |